# Business Process Definition Metamodel
En gestion des processus métiers, BPDM (Business Process Definition Metamodel) est une proposition développée par l'Object Management Group (OMG).

## Description
Conforme aux directives de l'OMG, le métamodèle est le résultat d'un processus ouvert qui implique des soumissions par des organisations membres, suivant une Request for Proposals émise le 31 janvier, 2003. L'adoption d'une spécification de métamodèle a été réalisée en juillet 2007 et ce modèle a été finalisé en juillet 2008.
Selon le texte de la RFP, BPDM "will define a set of abstract business process definition elements for specification of executable business processes that execute within an enterprise, and may collaborate between otherwise-independent business processes executing in different business units or enterprises."
(BPDM va définir un ensemble d'éléments de définition de processus d'affaires abstraits qui s'exécutent à l'intérieur d'une entreprise, et peuvent collaborer avec des processus d'affaires indépendants qui s'exécutent dans différentes entités d'affaires ou entreprises).
La spécification développée en réponse à cette RFP doit respecter les exigences suivantes :
- Un métamodèle commun pour unifier les diverses notations de définition de processus métier qui existent dans l'industrie, qui contienne une sémantique compatible avec les notations leaders de modélisation des processus métier.
- Un métamodèle qui complète les métamodèles existants UML de telle sorte que les spécifications de processus métier puissent faire partie de spécifications de systèmes complètes pour assurer la cohérence et la complétude.
- La possibilité d'intégrer des modèles de processus pour les processus de gestion des workflows, les processus métier automatisés, et les collaborations entre entités d'affaires.
- Assurer un support à la spécification de chorégraphie de services web, décrivant la collaboration entre des entités qui participent et la possibilité de réconcilier la chorégraphie avec le support ds processus métier internes.
- La possibilité d'échanger des spécifications de processus métier entre des outils de modélisation, et entre des outils et des environnements d'exécution qui utilisent XMI.

L'adoption de cette spécification va améliorer la communication entre les modélisateurs, y compris entre les analystes de maîtrise d'ouvrage et de maîtrise d'œuvre, fournir une sélection souple d'outils et d'environnements d'exécution, et promouvoir le développement d'outils plus spécialisés pour l'analyse et la conception de processus."
On compare souvent BPDM au format d'échange de processus existant XPDL. Les deux efforts sont similaires dans le sens qu'ils peuvent être utilisés par des outils de conception de processus pour échanger des définitions de processus métier.  Il y a deux différences principales :
- alors que les deux initiatives utilisent XML, BPDM est basée sur XMI, un format d'échange de modèles de programmation de l'OMG.
- la seconde différence est que BPDM n'a pas encore été homologué ou implémenté à ce jour (2007), alors que XPDL reçoit un support de dizaines de produits, a fait l'objet d'un grand nombre d'études académiques et industrielles, et est compatible avec des versions antérieures du protocole qui remontent à plusieurs années.